# Pegestorf
Pegestorf er en kommune i den nordvestlige del af Landkreis Holzminden i den tyske delstat Niedersachsen, med 385 indbyggere (2012), og en del af amtet Bodenwerder-Polle.

## Geografi
I kommunen Pegestorf, der ligger centralt i Weserbergland, ligger landsbyerne Pegestorf og Steinmühle.

### Nabokommuner
Pegestorf grænser mod nord til Hehlen, mod øst til byen Bodenwerder, mod syd til Bevern og mod vest til Brevörde og Ottenstein.